# Homarowate
Homarowate (Nephropidae) – rodzina skorupiaków z rzędu dziesięcionogów i infrarzędu rakowców.
Autorem nazwy Nephropidae jest James Dwight Dana, który wprowadził ją w 1852 roku. Młodszym synonimem jest nazwa Homaridae, która pierwotnie określała odrębną rodzinę.
Do rodziny tej należą liczne gatunki cenne spożywczo, w tym poławiane komercyjnie, np.: homar amerykański (Homarus americanus), homar europejski (Homarus gammarus), homarzec (Nephrops norvegicus) czy Metanephrops australensis. Homar amerykański może osiągać masę do 20 kg i wiek ponad 100 lat.
Do rodziny tej należą 143 opisane gatunki, grupowane w 19 rodzajach:
- Acanthacaris Bate, 1888
- Eunephrops Smith, 1885
- Homarinus Kornﬁeld, Williams et Steneck, 1995
- Homarus Weber, 1795
- † Hoploparia M’Coy, 1849
- † Jagtia Tshudy et Sorhannus, 2000
- Metanephrops Jenkins, 1972
- Nephropides Manning, 1969
- Nephrops Leach, 1814
- Nephropsis Wood-Mason, 1873
- † Oncopareia Bosquet, 1854
- † Palaeonephrops Mertin, 1941
- † Paraclythia Fritsch et Kafka, 1887
- † Pseudohomarus van Hoepen, 1962
- Thaumastocheles Wood-Mason, 1874
- Thaumastochelopsis Bruce, 1988
- Thymopides Burukovsky et Averin, 1977
- Thymops Holthuis, 1974
- Thymopsis Holthuis, 1974